# Meryame Kitir
Meryame Kitir, née le 20 avril 1980 à Maasmechelen est une femme politique et syndicaliste belge flamande, membre de Vooruit.

## Biographie
Ses parents sont d’origine marocaine, son père a immigré pour travailler dans les mines du Limbourg dans les années 1960. Meryame Kitir est la septième d’une famille de onze enfants. Elle perd sa mère alors qu’elle n’a que deux ans. Elle fait ses études secondaires à l'institut Sint-Barbara de Maasmechelen. Mais, à 18 ans, elle doit abandonner son rêve d’études supérieures, à la suite du décès de son père de la silicose,,.
En 1999, elle entre comme ouvrière à l'usine Ford de Genk, où elle est déléguée syndicale pour le syndicat socialiste Fédération générale du travail de Belgique (FGTB). Elle est élue déléguée syndicale en 2000 et réélue en 2004. En 2004, elle accède au conseil d’entreprise de l’usine.
En 2006, elle est élue au conseil communal de Maasmechelen.
Depuis le 10 juin 2007, elle est députée au Parlement fédéral, où elle est membre de la commission des Affaires sociales de la  Chambre des représentants. Elle continue cependant, une fois par semaine, à exercer son métier d'ouvrière sur la chaîne de montage automobile.
Le 25 octobre 2012, à la suite de la décision de fermer l'usine Ford de Genk en 2014, elle prononce un discours à la Chambre, dénonçant cette fermeture et s'inquiétant de l'avenir des employés. Selon Le Vif, la Belgique se situerait parmi les pays les plus chers « en raison des coûts salariaux, des charges fiscales locales et des coûts énergétiques ». Bien qu'il existe une prime d'équipe fédérale qui rend le secteur automobile légèrement meilleur marché par rapport à l'Allemagne, cet avantage serait compensé notamment par la progression plus rapide des salaires.
En 2016, elle quitte Maasmechelen pour Genk, où elle intègre le conseil communal.
En septembre 2016, lors d'une session à la Chambre, Luk Van Biesen, parlementaire OpenVLD, lui lance : « retourne au Maroc ». Critiqué y compris au sein de son parti, il présente ses excuses.
En octobre 2018, elle prend position pour la fin des avantages fiscaux des footballeurs et dépose une proposition de loi.
Le 1er octobre 2020, elle devient ministre fédérale de la Coopération au développement et chargée des grandes villes au sein du gouvernement De Croo.
Quand la Belgique est informée en juin 2021 que certaines associations bénéficiaires de ses aides au développement sont sous le coup d'accusations de terrorisme, elle décide unilatéralement de ne pas interrompre cette aide tant que des preuves ne seront pas apportées,.
Le 17 décembre 2022, pour des raisons médicales, le parti Vooruit annonce son remplacement par la députée flamande Caroline Gennez, qui devient la nouvelle ministre fédérale chargée de la Coopération au développement et de la Politique des grandes villes.
Elle annonce en juillet 2023 qu'elle ne se représentera pas aux élections de 2024 et qu'elle arrête la politique.

## Fonctions politiques
- Conseillère communale de Maasmechelen.
- Députée fédérale de 2007 à 2020 et depuis 2022, et présidente du groupe Sp.a de la  Chambre de 2015 à 2020.
- Ministre de la Coopération au développement et chargée des Grandes villes de 2020 à 2022.

## Décoration
- Grand officier de l'ordre de Léopold, au titre de « ministre de la Coopération au développement, chargée des Grandes villes, membre de la Chambre des représentants » (2024)